# Euphorbia geldorensis
Euphorbia geldorensis är en törelväxtart som beskrevs av Susan Carter. Euphorbia geldorensis ingår i släktet törlar, och familjen törelväxter.
Artens utbredningsområde är Somalia. Inga underarter finns listade i Catalogue of Life.